# 長崎國旗事件
長崎國旗事件，是日本右翼團體一宗毀損中華人民共和國國旗的事件。

## 事發經過

中華人民共和國開國一周年時，以五星紅旗設計的紀念郵票（1950年）

1958年5月2日，於長崎縣長崎市的濱屋百貨公司四樓展覽會場，由日中友好協會長崎支部所主辦的「中國郵票暨剪紙展覽會」上，在會場入口附近的天井處掛有中華人民共和國的國旗—五星紅旗（縱120cm、橫150cm），由天井以細線懸掛著。對此，主辦單位的說法是：「因會場的展示物都是中共的東西，一方面要表現氛圍，一方面也是展示與郵票同樣的展示品的意思。」然而對該展示會場國旗的懸掛，在長崎的中華民國領事館表示：「這是國際法上非合法的國旗，若懸掛將對日本與中華民國的關係帶來負面影響」。國府即刻提出抗議。
當日，有名隸屬右翼團體的28歲日本男性製圖工闖入會場內，降下並毀損懸掛的國旗，犯人即刻被警察所控制。但當時，因日本政府所承認的為中華民國政府，故五星紅旗並非日本刑法外國國章損壞罪的保護對象。結果在1958年12月3日僅以輕犯罪法「無故除去他人之看板」規定，以略式命令罰款500日圓。另在回應駐長崎中華民國領事館的請求上，則僅止於較刑法規定的外國國章損壞罪（外國政府需告訴乃論罪）的較輕處分。
然而，根據朝日新聞的社論（1958年5月11日），雖外國國章損壞罪沒有判例，但通說上則以「應保護的國旗是指象徵國家所飄揚的官方國旗，裝飾用或歡迎用的小旗與私人團體所懸掛的旗幟不包括在內」為由，認為本次事件的國旗充其量是會場的裝飾，對國府方面的過度反應提出批判。
對此，中華人民共和國政府，對日本政府與當時的岸信介首相提出嚴厲批判與制裁行動。同年5月9日，陳毅副總理兼外交部長於接見新華社記者時發表談話，指控此事件起因於岸信介政府的縱容，日本政府敵視中華人民共和國的態度已到無法容忍的地步，必須對此產生後果負一切責任。日本外務省則回應陳毅談話「等同於干涉內政」。此後，中華人民共和國方面在5月11日，由陳毅外交部長說出：「中日兩國所有的通商、文化關係從11日起斷絕」等語，並提出與日本貿易中止，與廢棄對中鐵鋼輸出契約等措施。之後，迄1960年12月在友好公司有限度的貿易再開為止，約有2年半的時間處於貿易停止狀態。此事件造成的貿易中斷，對與中國大陸的貿易比重較高的特定日本工商業者受到巨大的經濟上打擊。

## 類似的事件
1956年7月，中國知名京劇演員梅蘭芳來到日本時，大阪市内的關西華僑自由愛好同盟舉行抗議，發生將街宣車上所懸掛的中華民國國旗（青天白日滿地紅旗）取走的事件。當時大阪地檢署雖因中華民國政府的請求而發動偵查，但因日本刑法上的外國國章損壞罪不處罰除去民間人士所持的國旗，最後作出不起訴處分。

## 關連項目
- 中華人民共和國國旗
- 外國國章損壞罪